# Liste des musées de Cologne
Liste des musées de Cologne:
- Musées publics (K)
- Musées privés (P)

## Musées

### Art
- artothek (K)
- Musée Ludwig (K)
- Musée Käthe Kollwitz (P)
- Musée des arts de l'Asie orientale (K)
- Musée des arts appliqués
- Musée Wallraf-Richartz & Fondation Corboud (K)

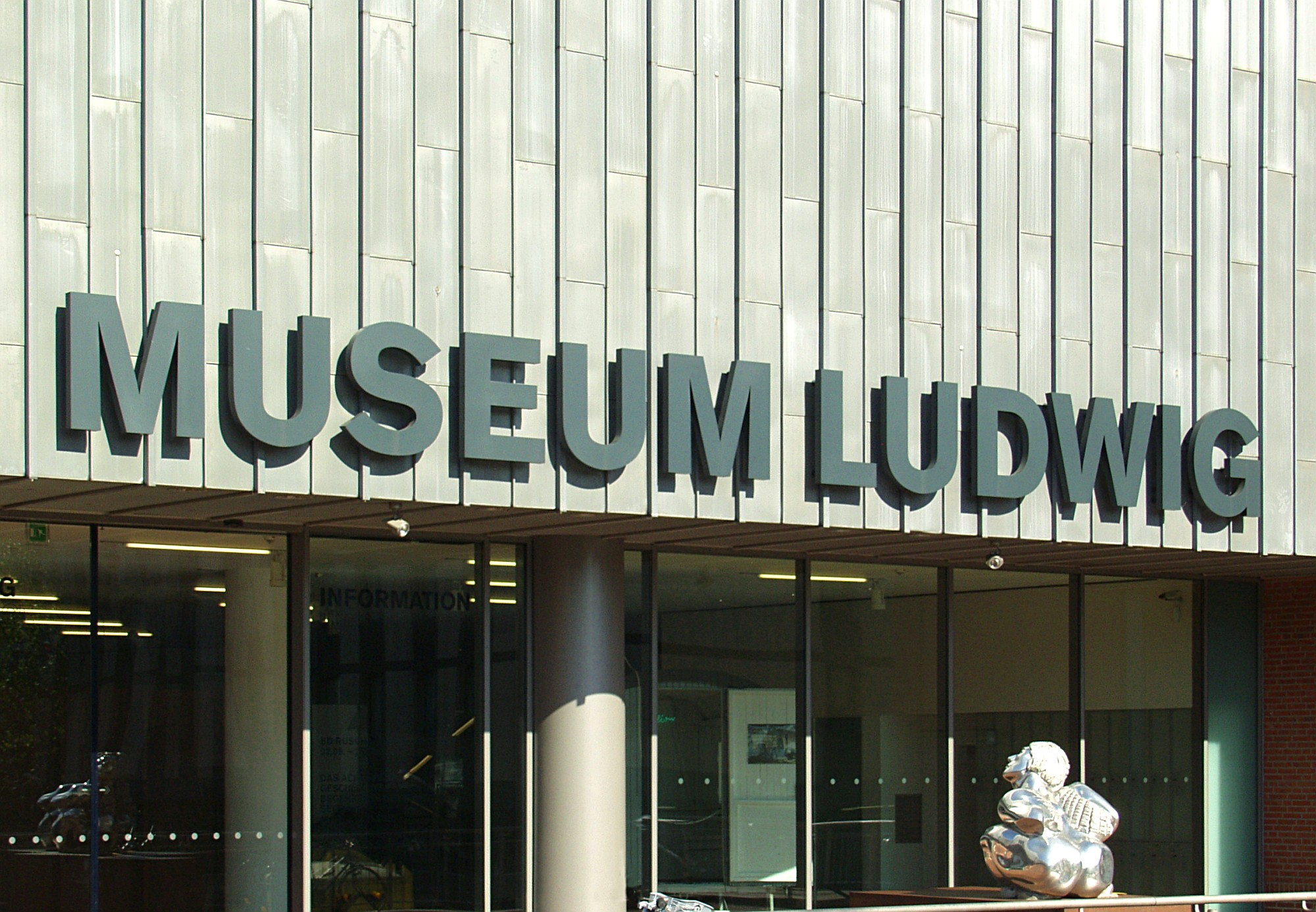
Musée Ludwig

- Kolumba, Musées ecclésiastiques (P)
- Musée Schnütgen (K)

### Histoire et culture
- 4711 (P)
- Musée du carnaval de Cologne (P)
- Musée du chocolat de Cologne (P)
- Musée du sport et des Jeux olympiques (P)
- Musée romain-germanique (K)
- Musée du Parfum (P)
- Musée de la ville de Cologne (K)
- Musée Rautenstrauch-Joest (K)
- Centre de documentation sur le nazisme (EL-DE-Haus) (K)